# أحمد الوائلي
أحمد الوائلي (3 أيلول سبتمبر 1928- 14 تموز يوليو 2003)؛ هو رجل دين عراقي مسلم وأشهر خطيب وواعظ معاصر عند المسلمين الشيعة حتى لقب بعميد المنبر ، وشاعر وأديب حاصل على شهادة الدكتوراة من جامعة القاهرة عام 1972. ينتمي لعائلة آل وائل من بني ليث من قبيلة كنانة العدنانية ويلتقي نسبه مع نسب رسول الله في الجد: كنانة بن خزيمة بن مدركة، وقد اشتهرت عائلته بآل حرج نسبة إلى جدهم الأكبر (حرج).

## ولادته ونشأته
ولد الشيخ الدكتور أحمد بن حسون بن سعيد بن حمود الوائلي الليثي الكناني المضري العدناني في يوم الاثنين النجف 17 ربيع الأول 1347 هـ/3 أيلول سبتمبر 1928م. وبما أن النجف أحد المعاقل العلمية لدى الشيعة، فقد كان لنشأته في هذه البقعة الأثر الكبير على حياته، حيث جمع الدراستين الحوزوية والأكاديمية حيث أنهى تعليمه النظامي في سنة 1952 م، ثم حصل على البكالوريوس في اللغة العربية والعلوم الإسلامية وذلك بعد أن التحق بكلية الفقه التي تخرج منها سنة 1962 م ثم حصل على شهادة الماجستير في العلوم الإسلامية من معهد الدراسات الإسلامية التابع لجامعة بغداد عن رسالته (أحكام السجون بين الشريعة والقانون) سنة 1969 م ثم حصل على شهادة الدكتوراه من كلية دار العلوم بجامعة القاهرة عن اطروحته (استغلال الأجير وموقف الإسلام منه) سنة 1972 م. واكمل ابحاث ما بعد الدكتوراه ليحصل على درجة الاستاذية ليدرس الاقتصاد حاصلا على الدبلوم العالي من معهد الدراسات والبحوث العربية التابع لجامعة الدول العربية عام 1975 م.
أما الدراسة الحوزوية الإسلامية فقد درس علوم القرآن وحفظ آياته على يد الكتاتيب من قبل أستاذه الشيخ علي قفطان في مسجد الشيخ علي نواية على سفح جبل الطمة بالنجف. ومن ثم درس مقدمات العلوم العربية والإسلامية كاللغة العربية وعلومها والفقه والعقائد والاخلاق وكان أساتذته في هذه المرحلة كل من : الشيخ علي ثامر - الشيخ عبد المهدي مطر - الشيخ هادي القرشي. ثم أتم مرحلة السطوح العليا بدراسته لأصول الفقه والفقه المقارن والفلسفة والمنطق، ومن أساتذته في هذه المرحلة : الشيخ علي سماكة - السيد علي مكي العاملي - السيد محمد تقي الحكيم - الشيخ علي كاشف الغطاء - الشيخ محمد حسين المظفر - الشيخ محمد رضا المظفر - الشيخ محمد تقي الايرواني. ثم مرحلة البحث الخارج بحضور المباحث الفقهية ومباحث الأصول الفقهية لكبار المجتهدين من المراجع في وقتها أمثال أبو القاسم الخوئي ومحسن الحكيم ومحمد باقر الصدر.

## خطابته
ارتقى منبر الخطابة في سن الرابعة عشر حتى صار عميد المنبر الحسيني، حيث أنشأ مدرسة خطابية جديدة مختلفة عن سابقاتها بجمعه بين البحث العلمي والخطابة المؤثرة والشعر الأدبي. وقد استقطب إليه شريحة واسعة من المستمعين على مدى ثلاثة أجيال. تتلمذ على أيدي رواد الخطابة في ذلك العصر ومنهم : والده الخطيب الشيخ حسون الوائلي - الشيخ محمد علي القسام - الشيح محمد علي اليعقوبي - الشيخ مسلم الجابري - الشيخ محمد الكاشي - الشيخ جواد القسام - السيد باقر سليمون البهبهاني - السيد حسن شبر - الشيخ عبود النويني - الشيخ مهدي البديري.

## شعره
يتميز شعر الشيخ الدكتور أحمد الوائلي بفخامة الألفاظ وبريق الكلمات وإشراقة الديباجة، فهو يعنى كثيراً بأناقة قصائده، وتلوين أشعاره بريشة مترفة. وهو شاعر ذو لسانين فصيح ودارج، وقد أجاد وأبدع بكليهما، وكلها من القصائد الرائعة. وقد جرى الشعر على لسانه مجرى السهل الممتنع بل كان يرتجله ارتجالاً.
ورسم الأستاذ الوائلي قصائده المنبرية بريشة الفنان المتخصص الخبير بما يحتاجه المنبر الحسيني من مستوى الشعر السلس المقبول جماهيرياً وأدبياً فكانت قصائده في أهل البيت طافحة بالحرارة والتأثير.
وللوائلي دواوين مطبوعة تحت عنوان الديوان الأول والديوان الثاني من شعر الشيخ أحمد الوائلي، وقد جمعت بعض قصائده التي تنوعت في مضامينها في ديوانه الثالث المسمى باسم (ايقاع الفكر) والتي كانت من غرر أشعاره في المدح والرثاء والسياسة والشعر الأخواني.
كما وله ديوان شعر رابع جمع فيه قصائده في النبي (ص) واهل البيت الكرام واسماه (ديوان الشعر الواله في حب النبي وآله).

## هجرته
بسبب الظروف السياسية في العراق في بداية عهد صدام حسين والتضييق على رجال الدين غادر الوائلي إلى سوريا سنة 1979م وأقام فيها حتى وفاته بأشهر قليلة

## مؤلفاته وتراثه
خلّف الآلاف من المحاضرات المسموعة والمكتوبة والمرئية، بالإضافة إلى دواوينه الشعرية - التي مرّ ذكرها - والعديد من الكتب المطبوعة أهمها:
- هوية التشيع.
- نحو تفسير علمي للقرآن الكريم.
- دفاع عن الحقيقة.
- تجاربي مع المنبر.
- من فقه الجنس في قنواته المذهبية.
- أحكام السجون بين الشريعة والقانون.
- استغلال الأجير وموقف الإسلام منه.
- جمعيات حماية الحيوان في الشريعة الإسلامية. [9]

كما وله مؤلفات مخطوطة هي :
- الاوليات في حياة الإمام علي.
- الخلفية الحضارية لمدينة النجف.
- مباحث في تفسير القرآن الكريم.

## وفاته
أصيب الشيخ أحمد بن حسون الوائلي بمرض السرطان ثلاث مرات وشفي منه، ثم رجع إلى العراق بعد سقوط نظام صدام حسين. وقد توفي في يوم الاثنين 14 جمادى الأولى 1424 هـ/14 تموز يوليو 2003م، في الكاظمية بمدينة بغداد، وشيع إلى النجف مرورا بكربلاء ومن ثم دفن في مقبرته الخاصة إلى جوار كميل بن زياد النخعي في منطقة الحنانة، وقد أقيم له تشييع مهيب حضره آلاف العراقيين كما أقيمت له مجالس الفاتحة في العديد من العواصم العربية والإسلامية.
وقد رثاه جمع من أدباء العراق والعالم الإسلامي، ومنهم عبد الستار الحسني في قصيدة يقول في مطلعها:
وجعل عدد أبياتها بعدد عمر الشيخ الوائلي، ثم أرخ وفاته بقوله:

## وصلات خارجية
- أحمد الوائلي على موقع أرشيف الشارخ.
- موقع الشيخ أحمد الوائلي
- موقع مؤسسة الدكتور الشيخ أحمد الوائلي بالنجف
- سيرة الشيخ الوائلي من موقع بينات
- نموذج من خطابات الشيخ الوائلي على يوتيوب